# Chemin de fer d’État de Sabah
Le Chemin de fer d’État de Sabah (Jabatan Keretapi Negeri Sabah ou JKNS) est un réseau ferroviaire situé dans l'île de Bornéo dans l’État du Sabah en Malaisie orientale. La ligne est créée en 1898 pour répondre aux besoins de transport des récoltes de tabac et de caoutchouc situées à l'intérieur des terres. En 2017, la ligne unique longue de 134 km continue de fonctionner en transportant du fret et des voyageurs.

## Historique

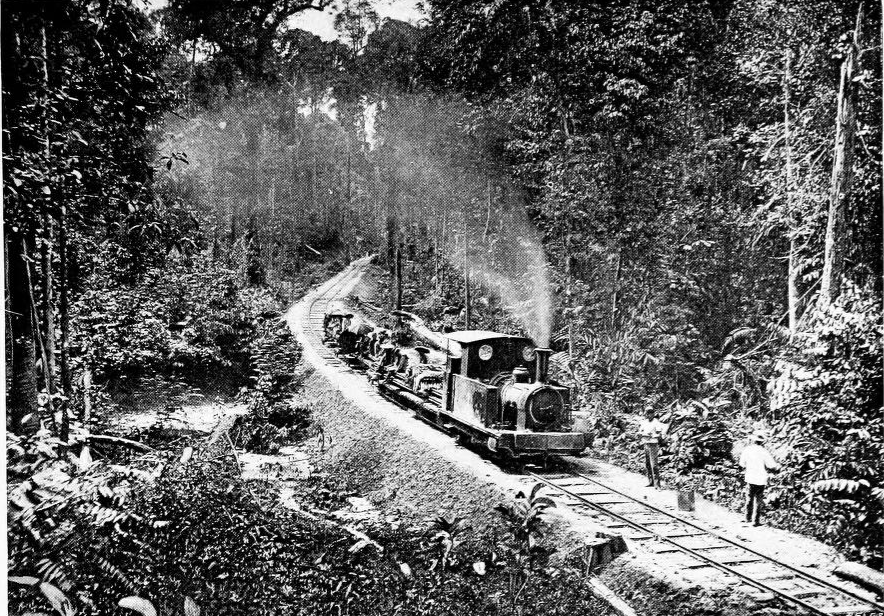
Premier train circulant sur la ligne le 3 février 1898.

La construction du réseau du Chemin de fer d’État de Sabah remonte à l'époque où cette région est exploitée par la société British North Borneo Chartered Company (BNBCC) créée par des entrepreneurs britanniques. La croissance de la demande mondiale en caoutchouc et en tabac incite le responsable de celle-ci à construire une ligne de chemin de fer pour faciliter le transport de ces productions jusqu'au port de Kota Kinabalu (à l'époque Jesselton).
Les travaux débutent en 1896 et une première ligne de 32 km est construite pour transporter les récoltes de tabac entre la rivière Bukau au nord de Beaufort et le sud du port de Weston. La ligne est prolongée de 48 km jusqu'à Tenom entre 1903 et 1905. Un nouveau prolongement de 16 km amenant la voie jusqu'à Melalap est inauguré en 1906. Par ailleurs un n embranchement construit entre Beaufort et Jesselton (aujourd'hui Kota Kinabalu) inauguré en 1903 porte le kilométrage du réseau à 193 km. Le réseau prend le nom de North Borneo Railway en 1914.
Durant la seconde guerre mondiale et l'occupation de Bornéo par les Japonais, le réseau est pratiquement entièrement détruit. À compter de 1949 la North Borneo Railway entame un programme de reconstruction ambitieux. En 1963, la section desservant Weston est fermée et en 1970 c'est au tour de la section desservant Melalap. La concurrence de la route et les coûts élevés de maintenance entrainent l'abandon d'une section importante de la ligne entre Kota Kinabalu et Tanjung Aru en 1979. En 2006 et 2007, des travaux lourds de renouvellement de la voie, imposant la fermeture de la ligne, sont entrepris. Les traverses en bois sont remplacées par des traverses en béton. La section Tanjung Aru-Beaufort est rouverte début 2011.

## Réseau

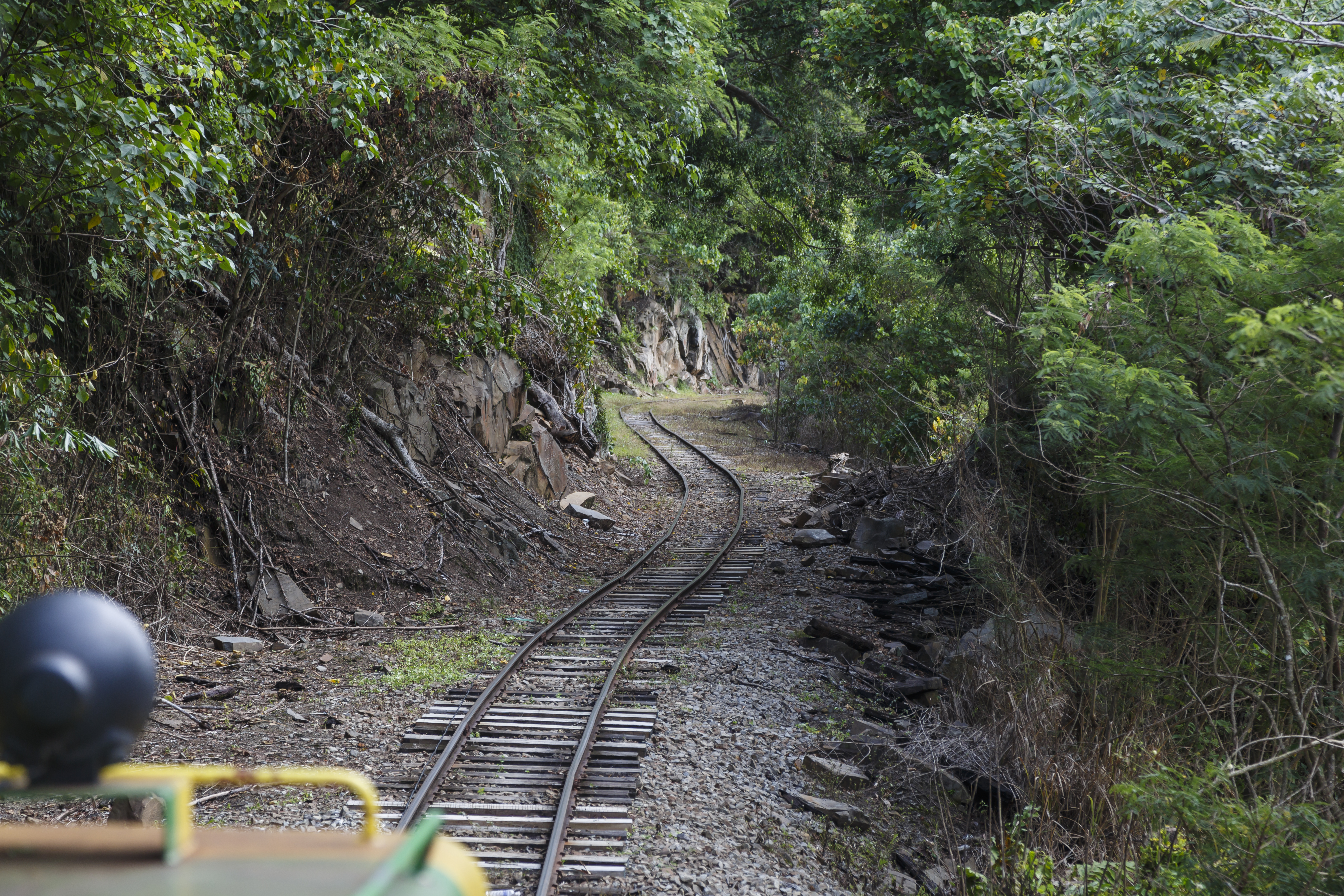
Entre Beaufort et Tenom la voie longe les gorges de la rivière Penas.

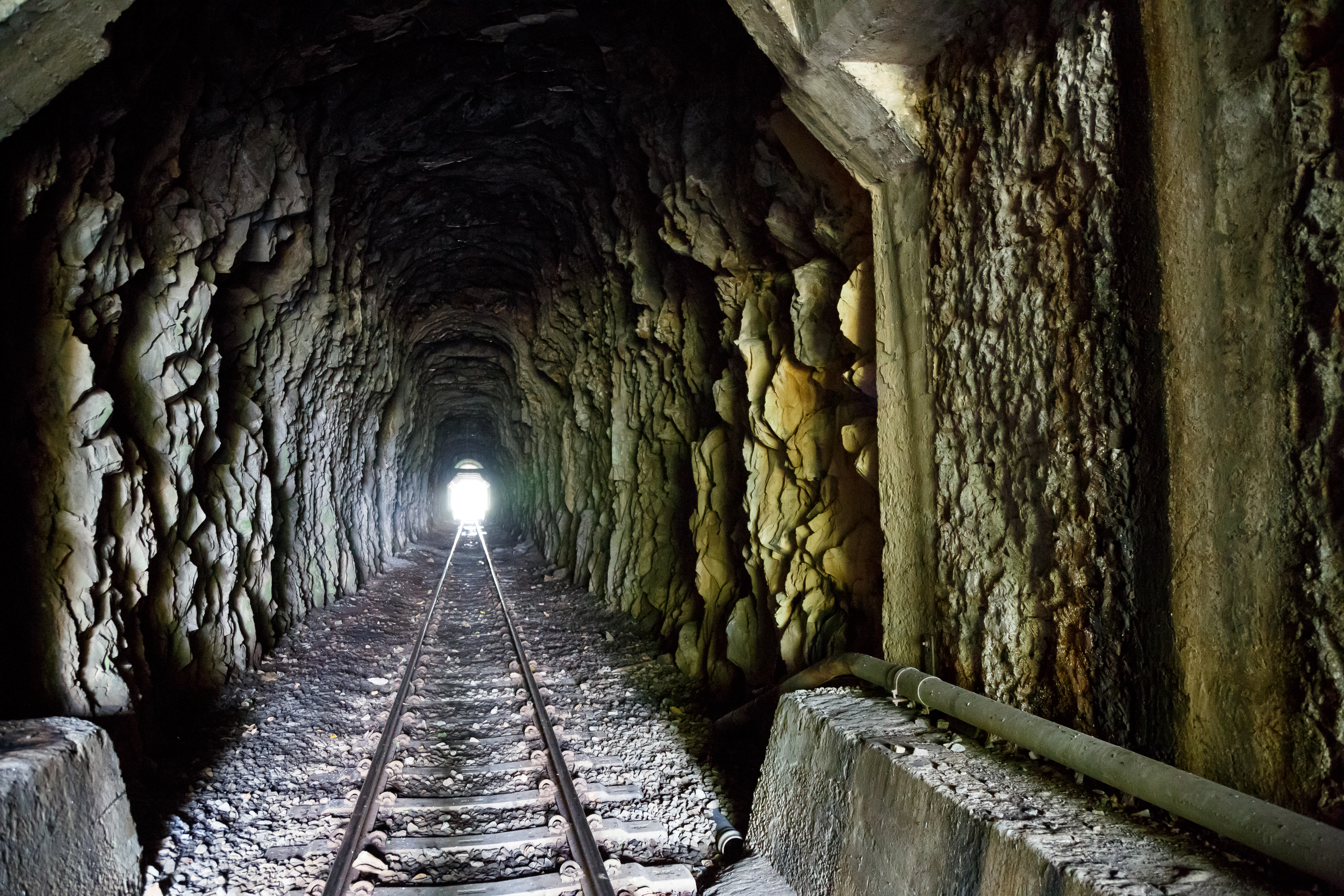
Tunnel de Pengalat.

En 2017, la ligne à voie métrique longue de 134 km relie Secretariat à Tenom et comprend en tout 15 arrêts terminus compris. Entre Secretariat à Bongawan, la ligne longe la côte de la Mer de Chine méridionale. Entre Beaufort et Tenom, elle suit les gorges encaissées et sinueuses de la rivière Penas. La vitesse maximale est de 80 km/h. Les agglomérations desservies, hormis le terminus de Secretariat situé dans un quartier de la capitale du Sabah, sont de petite taille (quelques milliers d'habitants) :
- Kota Kinabalu (gare de Secretariat)
- Tanjung Aru
- Putatan
- Kinarut
- Kawang
- Papar
- Bongawan
- Membakut
- Beaufort
- Saliwangan
- Halogilat
- Rayoh
- Pangi
- Tenom

## Matériel roulant et exploitation
Le transport de passagers est assuré par des automotrices diesel acquises entre 2014 et 2017 auprès de constructeurs indiens et chinois. Les trains de marchandises sont tirés par des locomotives diesel Hitachi et Kawasaki. Le réseau est détenu et exploité par l’État de Sabah. Deux trains circulent chaque jour dans chaque sens le matin et le soir au départ de Beaufort dans chaque direction. La ligne est également utilisée pour le transport de fret.

Images de la ligne
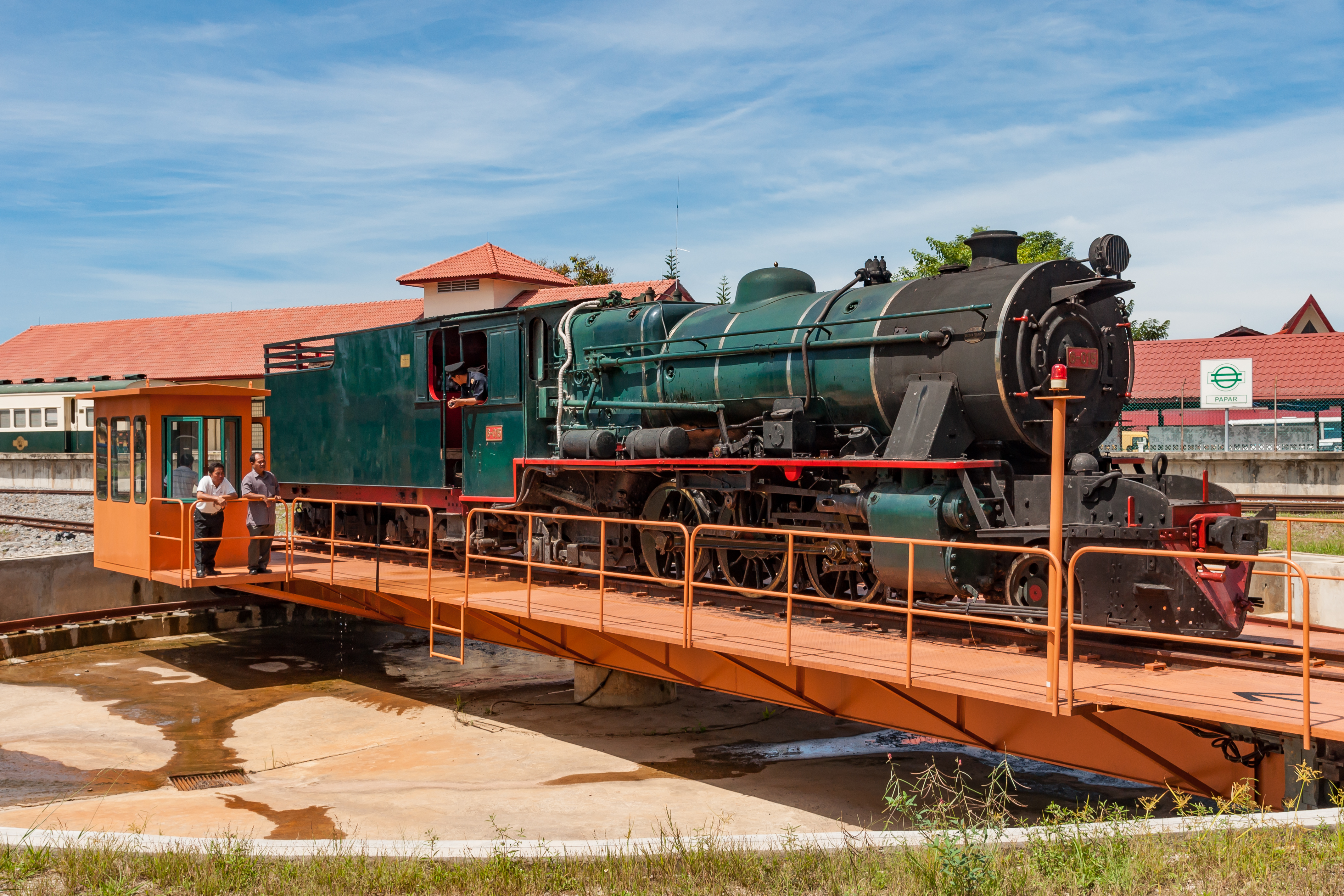
Ancienne locomotive à vapeur.
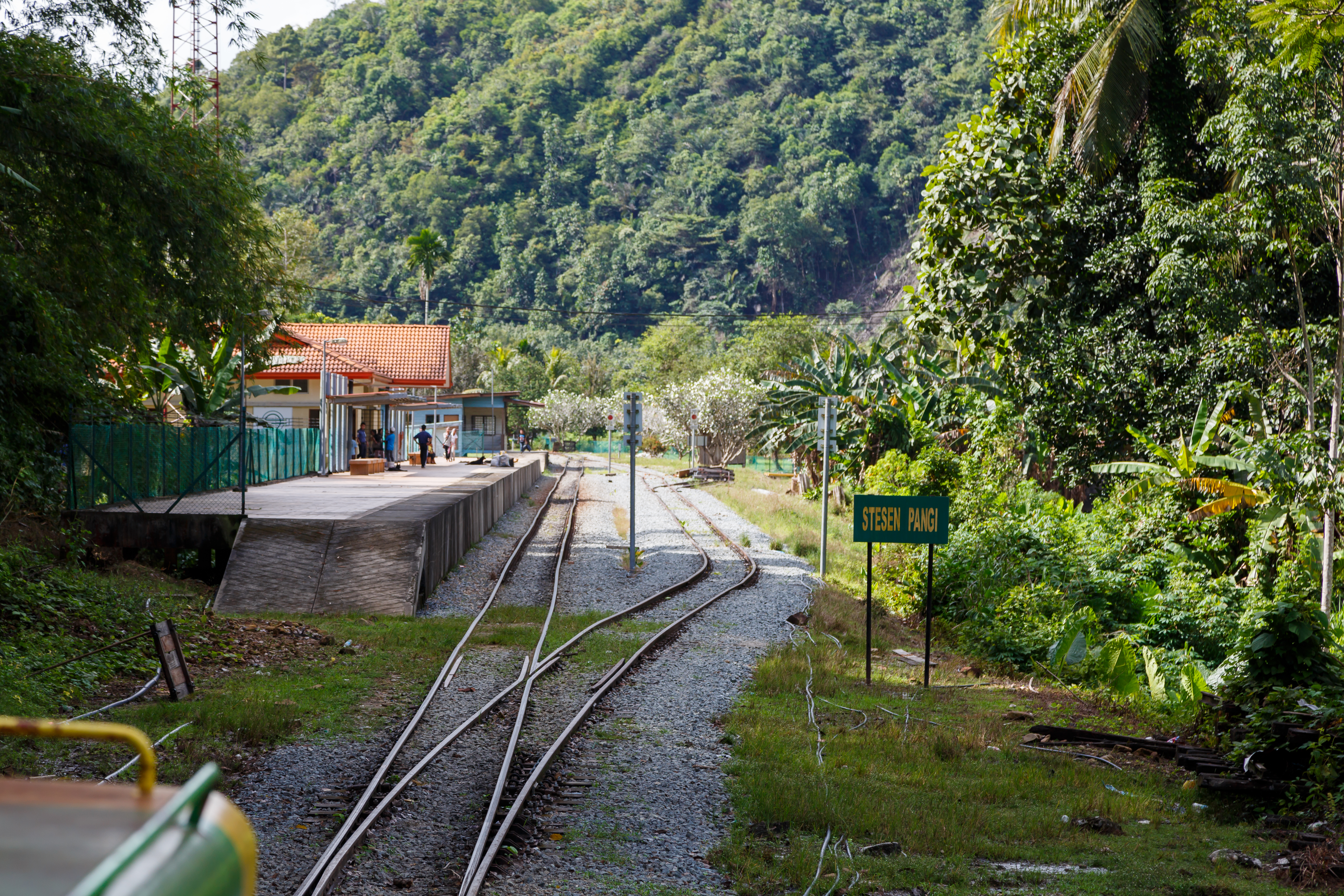
Gare de Pangi.
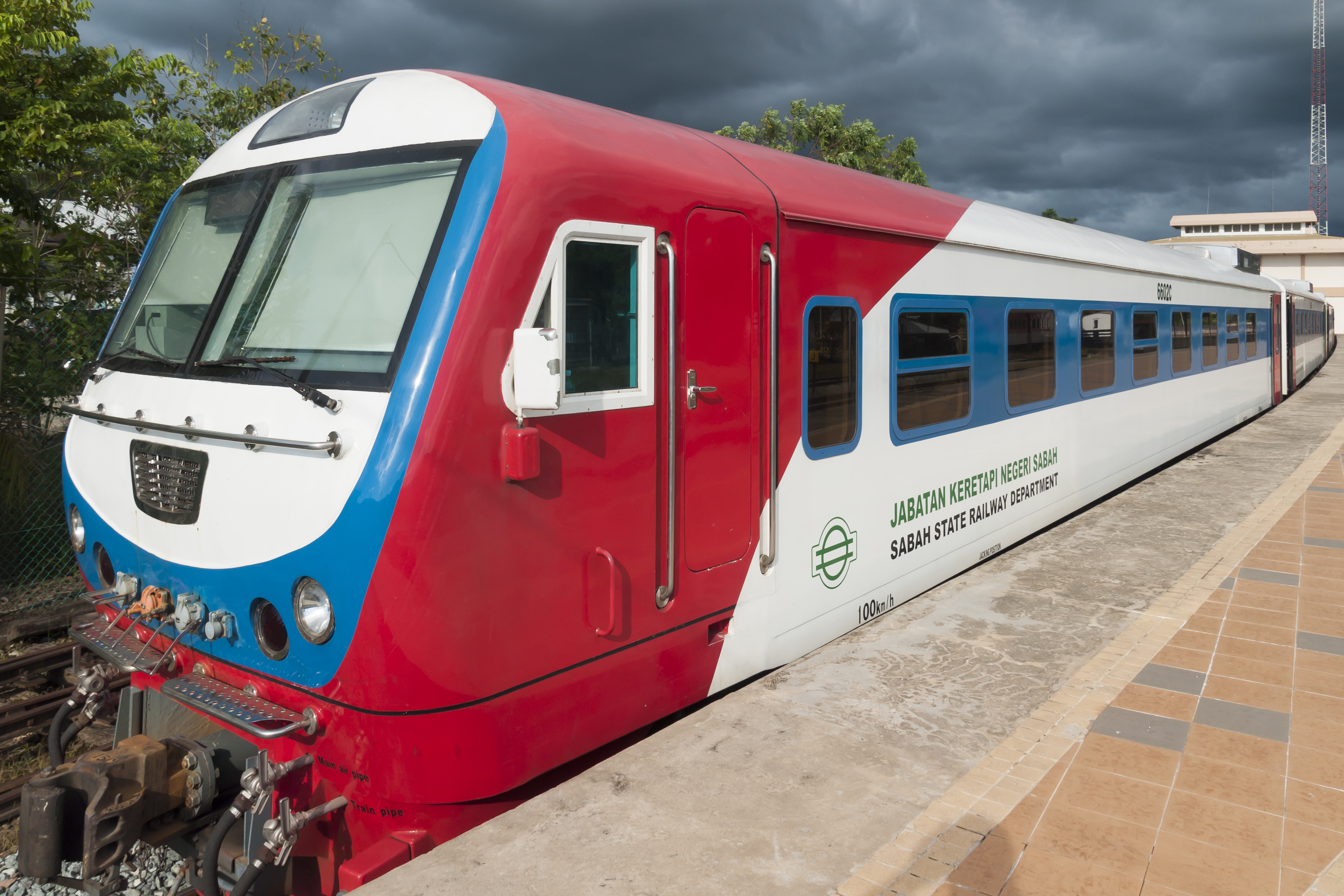
Automotrice diesel.